# Antonio Masa Campos
Antonio Masa Campos (c. 1896-Badajoz, 20 de febrero de 1968) fue alcalde de Badajoz entre 1944 y 1954.

## Parlamentario
En la I Legislatura de las Cortes Españolas (1943-1946), corresponde a su alcalde el cargo de procurador en Cortes (Administración Local), nato por tratarse de un alcaldes de capitales de provincia y de Ceuta y Melilla.
Consejero Nacional en representación del municipio de Badajoz.

## Reconocimiento
Antonio Masa Campos fue alcalde de Badajoz durante diez años, siendo así uno de los alcaldes más longevos en la alcaldía de la Ciudad, al igual que Luis Portél (1742-1752) o Carlos Witte y Pau (1795-1807). La ciudad de Badajoz rinde tributo así a su alcalde con una de las avenidas más importantes de la ciudad:
- Avenida Antonio Masa Campos, uno de los tramos de la BA-20.

## Fallecimiento
El Alcalde, Don Antonio Masa Campos, fallecía en Badajoz el 20 de febrero de 1968, siendo enterrado en el Cementerio de San Juan de Badajoz.